# Marina Kiehl
Marina Kiehl, född 12 januari 1965 i München, är en tysk före detta alpin skidåkare.
Kiehl blev olympisk guldmedaljör i störtlopp vid vinterspelen 1988 i Calgary.